# ブリュッセル首都圏交通

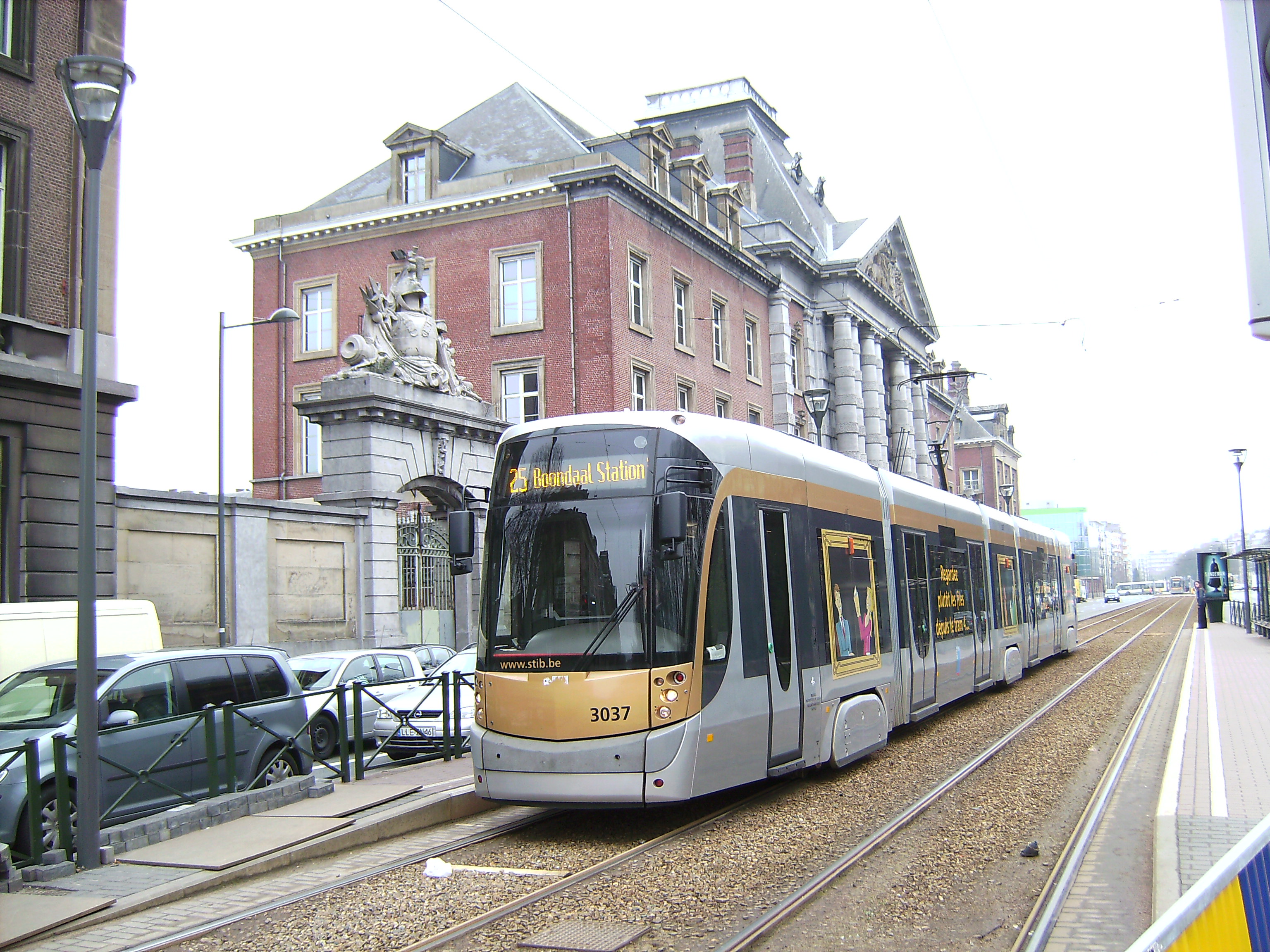
STIBの路面電車（3000形）

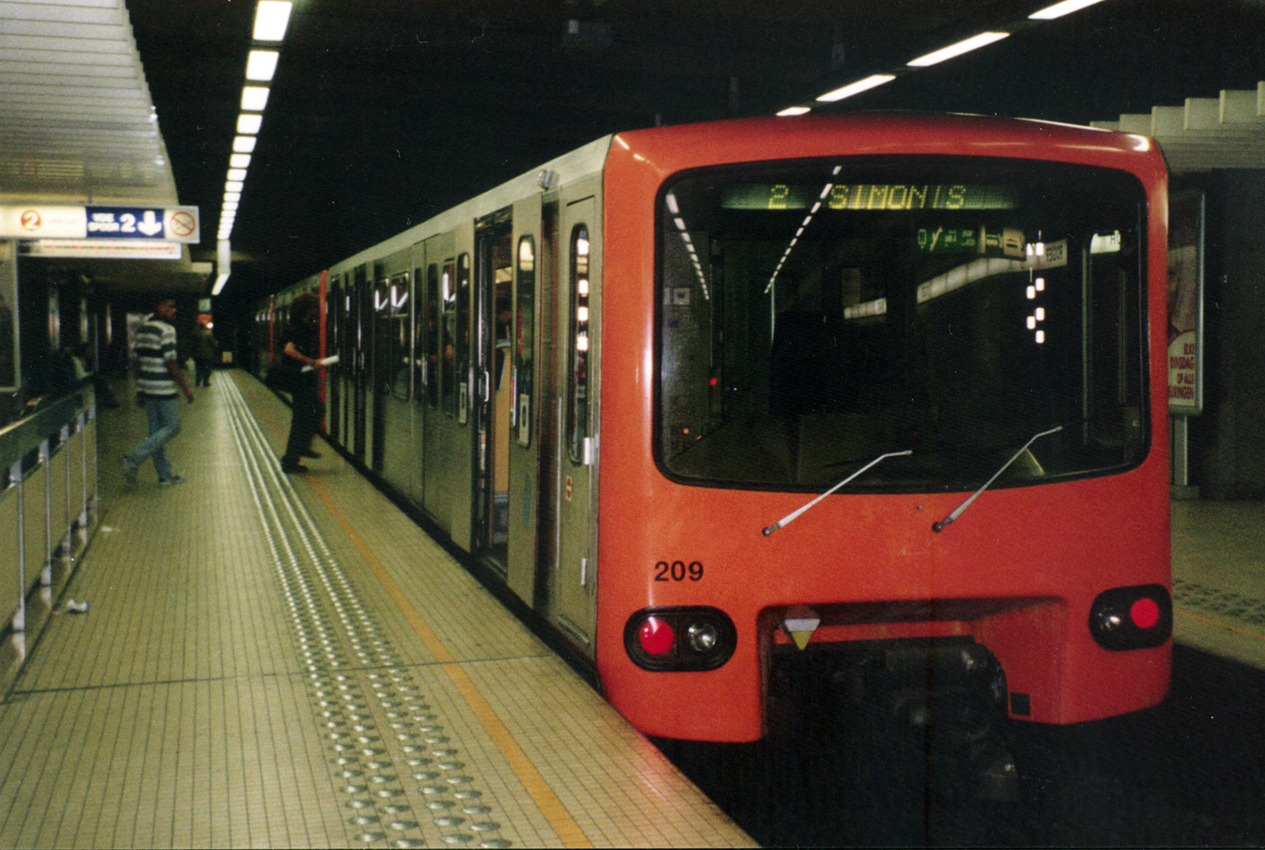
STIBの地下鉄（2号線のU2形電車）

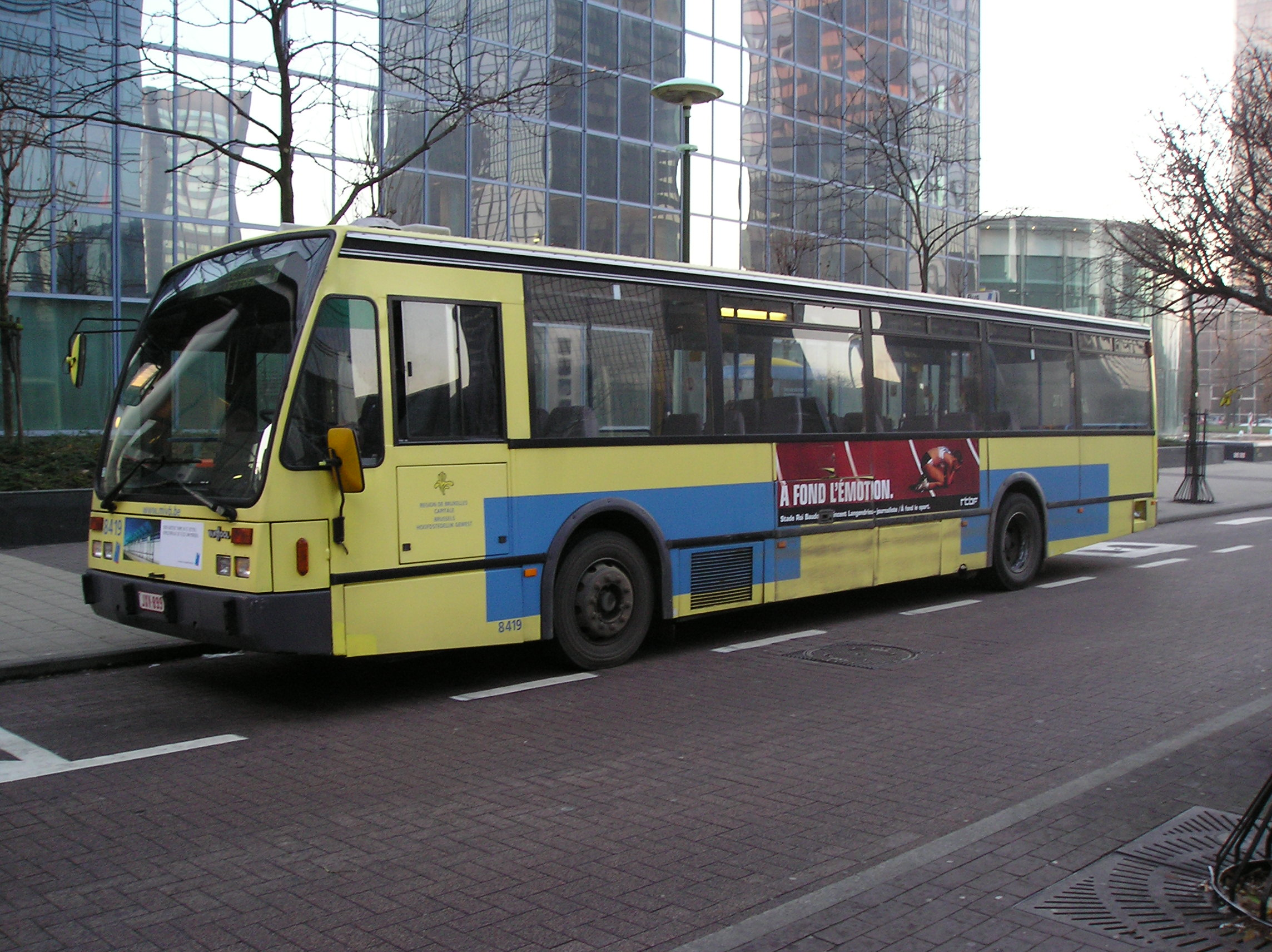
STIBのバス（バンホール A500）

ブリュッセル首都圏交通会社（ブリュッセルしゅとけんこうつうがいしゃ、フランス語: Société des transports intercommunaux de Bruxelles・略称:STIB、オランダ語: Maatschappij voor het Intercommunaal Vervoer te Brussel・略称:MIVB）は、ベルギーの首都ブリュッセルを中心に、路面電車・地下鉄及びバスを運行する事業者である。
本項では以下、フランス語の略称である「STIB」と表記する。

## 概要

### 沿革
ブリュッセルの公共交通は、1869年に運行が開始された鉄道馬車に端を発する。STIBの直接の前身は、1874年に運行を開始し、市内に路面電車の路線網を展開したブリュッセル・トラムである。1894年から電化によって鉄道馬車の置き換えが開始され、1922年に完了した。1907年にバスの運行が開始され、1913年に一旦撤退したが1920年に再開、乗合馬車を漸次置き換えた。1926年にはバス部門が独立し、ブリュッセル・バスとして発足、その後も路線網を拡大した。1939年にはトロリーバスの運行も開始されている。
1954年、ブリュッセル・トラムとベルギー政府・ブラバント州の共同出資により、首都圏の公共交通を担う事業機関としてSTIBが設立された。1954年には、軌道系交通機関とバスを一体化した公共交通網を構築するべく、STIBはブリュッセル・バスを吸収した。
しかし、1960年代は自動車の増加により、交通渋滞にバスや路面電車が巻き込まれることが多くなった。この時期、路面電車のバス転換が進められ、トロリーバスは1964年に廃止された。また、渋滞に対する対策として路面電車の地下化も行なわれ、1976年には地下鉄が開通した。地下鉄の開通にあわせ、バスや路面電車は不採算路線を中心に大幅な統廃合が進められたが、これは市民の反感を招いたという。地下化の負担やオイルショックによる燃料費の高騰によりSTIBの経営状態は悪化し、1978年には政府が全額出資する公営企業となった。その後、ミニバンによる障害者輸送など、公共交通としての使命は果たしていたものの、サービス水準は高くはなかったという。
車両の老朽化なども問題になっていた1991年、STIBは政府との間で、義務と権利を明確にした契約を締結した。この契約は、STIBが行なうべきこととその水準などが明記される一方、自治体側の支出額も明記されるというもので、この種の契約はベルギーでは初めてのものであった。以後、サービス水準は年ごとに改善されており、後述する公共交通優先政策の効果もあり、利用者は増加傾向にある一方、自治体からの補助金支出額は減少している。

### 公共交通優先政策
ブリュッセルでは他の多くの大都市の例に漏れず、交通渋滞や大気汚染が問題になっている。その一方で、中心部では駐車場の確保が困難になっていることから、政府は2010年に1999年と比較して20%の自家用車削減を目標とする計画を推進している。この計画では、渋滞により定時性が損なわれている路面電車・バスの改善が急務と位置づけられ、バスレーンの拡大や公共車両優先システム（PTPS）の整備が進められた。
また、2003年にはSTIBと非営利団体が出資してカーシェアリング事業者を設立し、自動車台数の削減に取り組むほか、STIBの制度として公共交通優先に積極的な自治体の表彰などを行なっている。
政府も、自家用車の保有をやめる際には、STIBの定期券支給や、後述するカーシェアリングへの利用登録を行なうことが出来る制度を設けている。

## 路線網
ブリュッセル地下鉄（地下鉄）（Metro）
39.9 kmの路線を持ち、4つの系統が運行されている。
東西方向の1A・1B線と環状線である2号線が建設され、2009年に現在の形になった。2013年の輸送人員実績は1億3830万人。
ブリュッセル市電（路面電車）（Tram）
19の系統が運行され、総延長は138.9 kmである。
一部は路面電車の車両が地下線を走る「プレメトロ」になっている。
ほとんどの路線はブリュッセル首都圏地域内にあるが、39系統と44系統はフランデレン地域に乗り入れている。2013年の輸送人員実績は1億2890万人。
バス
2014年現在、50路線が運行されている。
2013年の輸送人員実績は8760万人。
また、通常のバスとは別に、週末の深夜に運行される「Noctis」と名付けられたバスが存在する。2014年現在11路線が設定されている。

## 運賃
ブリュッセルでは公共交通の運賃統一は遅れていたが、2003年2月以降はベルギー国鉄も含めて公共交通の運行を担当する各社が統一運賃制度を導入し、乗車券類はブリュッセルの全ての公共交通機関で共通となった。
運賃は1回あたり1.7ユーロ（2009年4月現在）、10回乗車券は12.3ユーロ（2009年4月現在）、1日乗車券は4ユーロ、5日乗車券は12ユーロとなっている。また、定期券についてはSTIBのみの定期券が1ヶ月360ユーロ、ブリュッセル市内交通全てに共通の定期券が1ヶ月400ユーロとなっている。
乗車は1時間以内に限り、乗り換えは自由である。
なお、地下鉄、トラムは信用乗車方式、バスは2004年から前乗り後降り方式となった。これは、適正な運賃収受のほかに、不審人物の確認にも効果があるとされている。

## 車両

### 地下鉄
2008年現在の最新型車両である「ボア」という愛称をもつM6形をはじめとした5形式が運行されている。

### トラム
2008年現在の最新型車両である3000形・4000形（低床タイプ）をはじめとする6形式が運行されている。

### バス

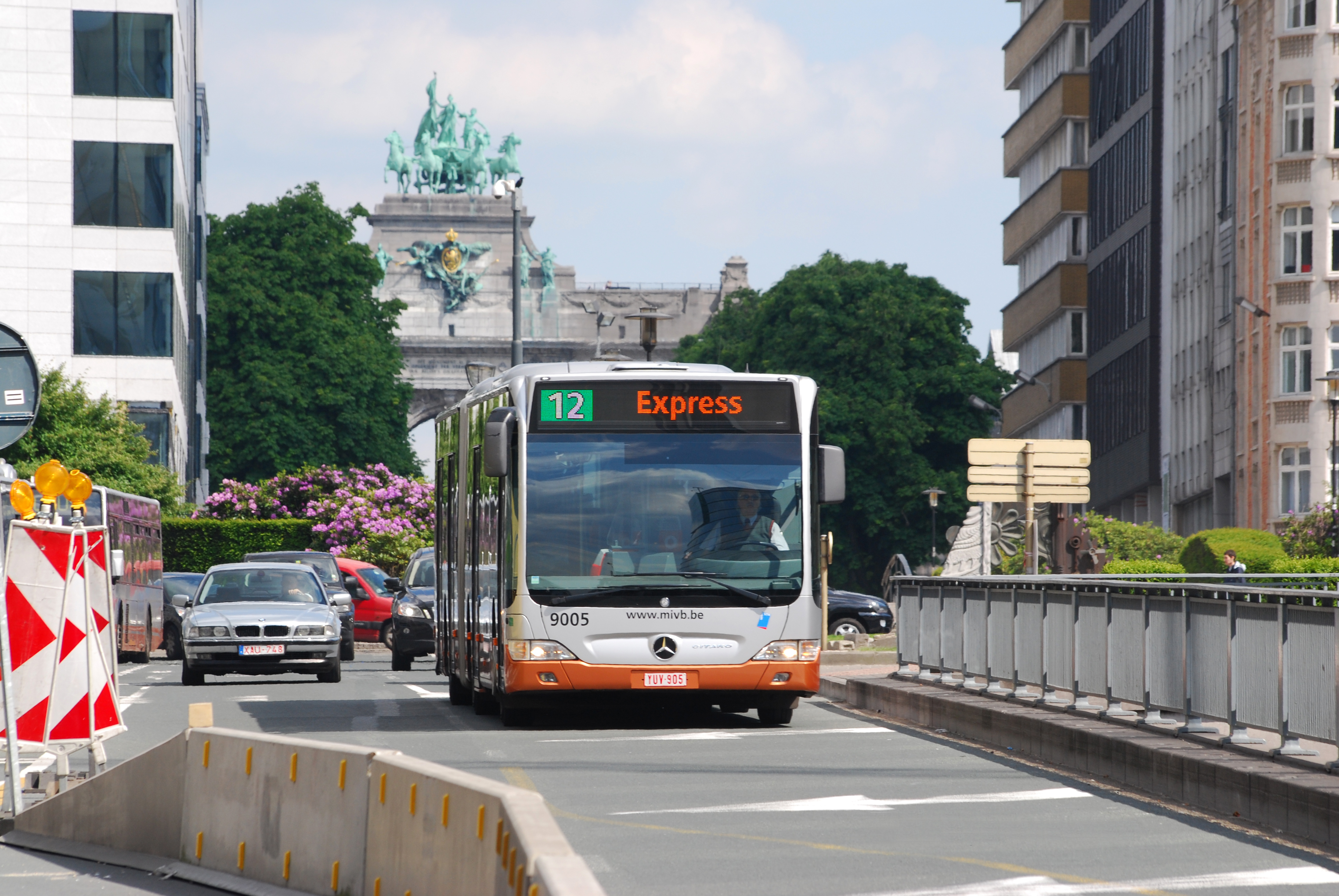
STIBのバス（メルセデス・ベンツ・シターロG）

1990年代前半の時点では、過半数の車両が15年以上使用した車両であったため、急速な改善が必要とされていた。沿革の節でふれた政府との契約に伴う車両更新では、折りしも環境問題が市民の関心事となってきたことを受け、導入された車両は環境規制「ユーロ5」に適合した車両となったほか、CNGノンステップバスを20台導入したのを始め、ハイブリッドバスの導入も行なわれた。特にCNGノンステップバスの導入は世界的にも早期の事例である。なお、1985年以降は連節バスも導入されている。
2006年現在、バスの保有台数は598台となっており、そのうち509台が大型バスである。大型バスのうち連節バスは53台となっている。ベルギーに拠点を持つバンホール製の車両が多いが、近年はメルセデス・ベンツ・シターロなどの輸入車も導入されている。

## 注記
1. ↑  バスラマ・インターナショナル106号 p81
2. 1 2 3 4 5  バスラマ・インターナショナル106号 p82
3. 1 2 3 4 5  バスラマ・インターナショナル106号 p83
4. 1 2 3  “STIB Activity Report 2013” (英語).   STIB. 2014年9月9日閲覧。
5. ↑  公式サイト内の記述による。
6. ↑  公式サイト内の記述による。